# Arona
Arona (IPA: [aˈroːna], Arona [aˈruna] in lombardo, Aron-a in piemontese) è un comune italiano di 13 664 abitanti della provincia di Novara, in Piemonte.
Sesto comune della provincia per popolazione, è un centro turistico-terziario sulle sponde del lago Maggiore, il cui sviluppo è stato favorito dalla sua posizione sulla via del Sempione e dal collegamento autostradale e ferroviario con Milano.
Nel comune si trova il Parco naturale dei Lagoni di Mercurago, compreso tra i "siti palafitticoli preistorici attorno alle Alpi", dal 2011 nell'elenco del patrimonio dell'umanità dell'UNESCO.

## Geografia fisica
La città di Arona è situata sulla sponda piemontese del lago Maggiore ed è attraversata dal torrente Vevera, che qui sfocia nel lago. All'intorno si estendono i bassorilievi collinari di origine morenica (chiamati "motti"), inglobati nel Parco naturale dei Lagoni di Mercurago dove, nel 1860, venne individuato il primo insediamento di palafitte rinvenuto in Italia. Anche la maggior parte del territorio comunale è di tipo collinare, con altitudini che vanno progressivamente digradando da nord verso sud (e da ovest verso est nel centro abitato) dai 513 m di Motto Mirabello (presso la frazione Dagnente) fino ai 195 m in riva al lago.
I rilievi collinari sono in genere ricoperti da boschi che occupano oltre la metà del territorio aronese, sul 33% della superficie si stendono le aree urbanizzate e sul 9% prati o pascoli; percentuali minori sono destinate a parchi, giardini e aree verdi sportive (2,3%), orti, frutteti, vivai e vigneti (1,7%), incolti erbacei (1%) e seminativi (0,4%).
Collocata nella parte più meridionale del lago, Arona dista circa 37 km dal capoluogo provinciale Novara, ma solo una trentina dall'aeroporto di Milano-Malpensa.

## Origini del nome
Il toponimo potrebbe derivare dalle radici celtiche art (monte) e on (acqua), con il significato di "monte sull'acqua".

## Storia

### Origini
Da Arona, in epoca romana, passava la via Severiana Augusta, strada romana consolare che congiungeva Mediolanum (la moderna Milano) con il Verbannus Lacus (il Lago Verbano, ovvero il Lago Maggiore) , e da qui al passo del Sempione (lat. Summo Plano).
La prima documentazione scritta che conferma l'esistenza di una località socialmente organizzata chiamata Arona risale al 979: si tratta di un'attestazione che consente di individuare tale data solo per induzione, tant'è che alcuni storici sostengono invece che si tratti del 963.
In ogni caso la presenza dell'uomo in questa parte meridionale del Lago Maggiore è confermata ben più addietro nel tempo e risale alla preistoria; in località Lagoni infatti, presso la frazione di Mercurago, furono rinvenuti nel 1860 un insediamento palafitticolo risalente all'età del bronzo (attivo dal XVIII al XIII secolo a.C.) e, nel 1971-1972, una necropoli della civiltà di golasecca della fine del VI - inizi del V secolo a.C. Tracce umane sono documentate anche nella torbiera di Motto San Carlo, nella quale è stata rinvenuta una punta di freccia risalente al Neolitico e l'unico oggetto dell'Età del Rame.
Dei reperti lignei estratti nell'Ottocento, come i resti di tre ruote che giravano in folle sopra un asse centrale ed erano dotate di rudimentali raggi non concentrici e quelli di una piroga scavata in un tronco d'albero, restano solo i calchi in gesso. Furono ricavati dalle impronte nella torba da Bartolomeo Gastaldi, che all'epoca li raccolse e li studiò ma non poté trattarli adeguatamente per la conservazione dati i metodi di restauro del tempo cosicché, preservati per millenni nelle particolari condizioni ambientali anaerobiche della torbiera, si sbriciolarono per disidratazione poco tempo dopo la loro scoperta. Furono rinvenuti anche i resti di un villaggio le cui capanne erano state costruite ai bordi di uno specchio d'acqua e le cui fondazioni erano state conservate grazie alla torba in cui erano state piantate, oltre a vari oggetti di uso quotidiano in metallo o ceramica: vasetti, fondi di vasi, piatti, frecce, lame di pugnale e altri strumenti di difesa, spilloni di bronzo. Dalla decina di tombe del VI secolo a.C. provengono vasi di pregevole fattura, bracciali, fibule, anelli, ganci di cintura in bronzo. Le ceramiche ritrovate in gran quantità intorno alla Rocca di Arona testimoniano un insediamento successivo a quello dei Lagoni e sono state assegnate alla cultura di Canegrate, Protogolasecca e Golasecca.

### I Celto Galli
Il V secolo segna nel basso Verbano un momento di crisi, e soltanto nel III-II secolo ricompare una cospicua presenza di genti, questa volta Celto-Galliche. Risale al II secolo a.C. una pregevole cavigliera in bronzo rinvenuta ai piedi della rocca. È proprio in questo periodo che si formano i primi nuclei abitativi socialmente organizzati. L'urbanizzazione della zona è pienamente giustificata dalla presenza della Rocca di Arona, contrapposta alla Rocca di Angera sulla sponda lombarda del lago, una posizione di importanza strategica che non poteva passare inosservata a nessuna popolazione del luogo. Sulla rocca infatti sono presenti i resti di una fortificazione preromana, e a tre chilometri da Arona, il campus militare di Borgo Agnello e Paruzzaro.

### I Romani e il Medioevo
In epoca romana fu luogo di passaggio verso il passo del Sempione. Sotto la chiesa di San Giuseppe sono stati rinvenuti i resti di una fornace e di un laboratorio artigiano per la lavorazione dei metalli. La colonizzazione romana è documentata inoltre da lapidi funerarie rinvenute un po' dovunque nella zona.
L'attuale nucleo abitato si sviluppò intorno all'abbazia benedettina di San Salvatore, fondata nel 979 dal conte Amizzone del Seprio. La prova di tale sviluppo è documentata in una "Cronaca" o "Pasionario", una specie di zibaldone in cui si intrecciano vite di santi più o meno attendibili, testi di ascesi, lettere di vescovi e di presuli, preghiere e invocazioni. In tale contesto appare la narrazione del martirio di San Graziano e di San Felino avvenuto nel 979 con la traslazione dei loro corpi ad Arona, per opera del conte Amizzone del Seprio, un capitano di truppa al comando dell'imperatore Ottone I. Sono 249 fogli in pergamena redatto in latino medioevale e scritto in gotico. L'abbazia benedettina, con il tempo perse le sue principali prerogative, a causa soprattutto per il sorgere di una autorità civile che si identificò prima nella famiglia dei Della Torre, e successivamente dopo il suo abbattimento, nei Visconti, primo fra tutti Ottone che fu arcivescovo di Milano, attorno alla fine del Duecento sotto cui passò il dominio dell'arcivescovo di Milano. Nel 1263, le forze milanesi, guidate dai Torriani, assediarono per terra e acqua Arona, dove si erano radunati i fuoriusciti milanesi guidati da Ottone Visconti. 
Tra duecento e trecento risulta essere Signore, Stefano Visconti (1287/88 - 1327), sposato in seconde nozze, nel 1318 con Valentina, figlia di Bernabó Doria, Signore di Sassello e di Eliana Fieschi dei Signori di Lavagna. Stefano e Valentina ebbero Matteo II, Galeazzo II e Bernabó Visconti, Consignori di Milano dall'11 ottobre 1354.
Già proprietà della famiglia Torriani (XII secolo). Dopo la battaglia di Desio (1277), fu della famiglia di Ottone Visconti, Visconti e dal terzo o quarto decennio del XIV secolo fu libero comune sotto il governo dell'abbazia benedettina.

### Il Rinascimento

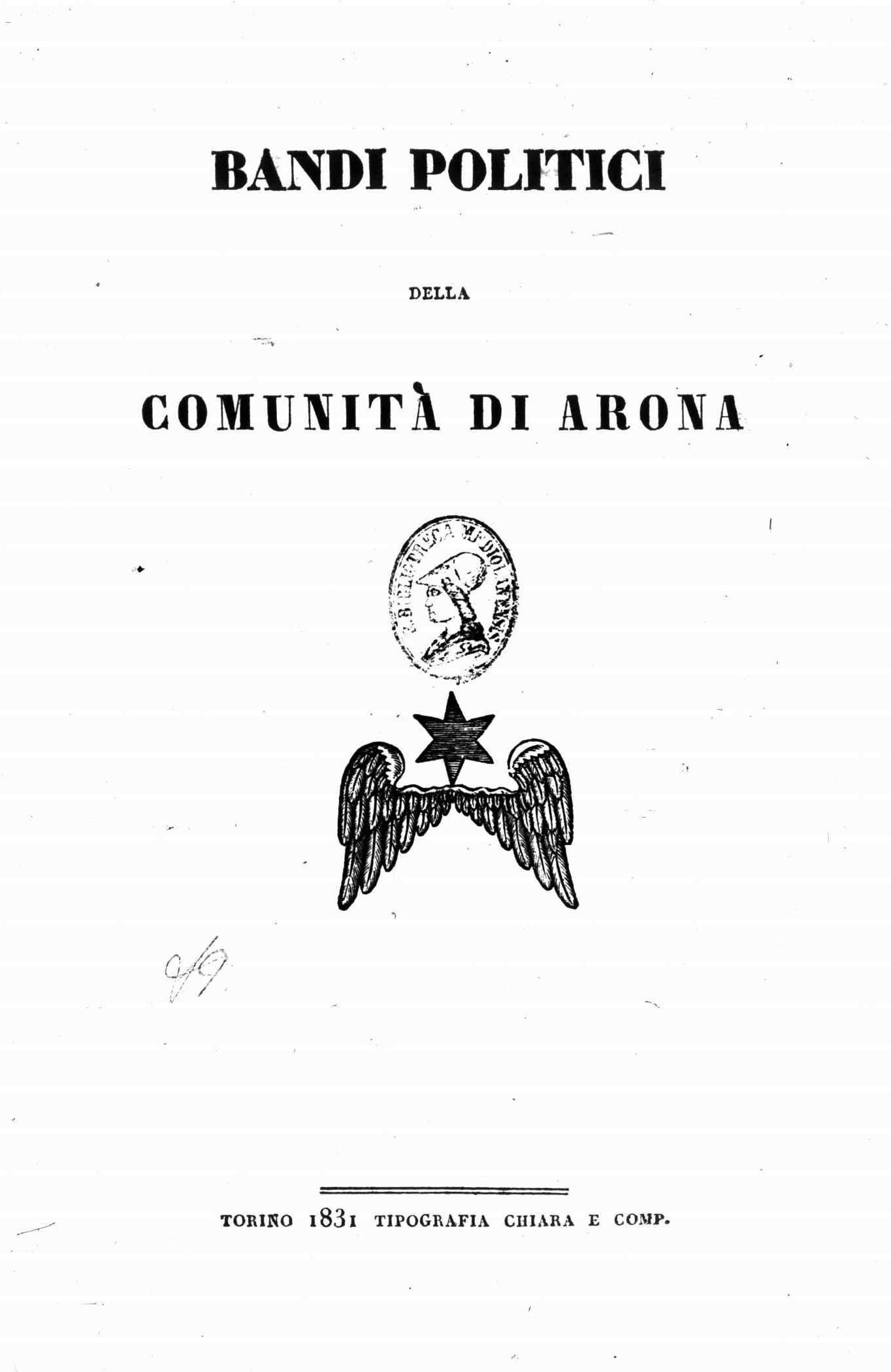
Bandi politici della comunità di Arona, 1831

Dal 1439 il territorio fu concesso in feudo ai Borromeo, una stirpe di banchieri originaria di San Miniato in Toscana. Quando il casato dei Visconti si estinse con la figlia di Filippo Maria Visconti che andò sposa nel 1441 a Francesco I, il ducato passò alla famiglia degli Sforza. Ma tale vasto territorio andava anche difeso, e in questo senso Vitaliano nel 1447 richiedeva a Filippo Maria l'autorizzazione a fortificare la Rocca e il borgo di Arona, concessagli nel 1449 con una lettera di Filippo Maria che autorizzava il proprio vassallo di creare mura, ponti levatoi, opere belliche di difesa, e anche luoghi per il raduno e la custodia delle navi: primo porto militare documentato del Lago Maggiore. La rocca era difesa talmente bene che resistette ad un assedio avvenuto nel 1523 da parte di 7.000 uomini al comando di Renzo de Ceri, una delle tante guerre scatenatesi tra il Ducato di Milano e i francesi.

### Epoca moderna
Durante la guerra dei Trent'anni, nel 1636, i francesi, per impedire la navigazione tra il lago e Milano, allestirono una nave, dotata di quattro cannoni, sulla quale si imbarcarono 100 moschettieri e la piazzarono davanti ad Arona. Li spagnoli allora fecero armare alcune imbarcazioni e, dopo alcuni combattimenti, costrinsero la nave francese a ritirarsi lungo il Ticino. Con tutto il ducato di Milano fu sotto il dominio spagnolo e poi austriaco. Con il trattato di Worms (1743) passò nei domini dello stato sabaudo, sotto Carlo Emanuele III.
Fu presa dall'esercito napoleonico e la Rocca venne demolita in seguito agli accordi di pace con gli austriaci nel 1801. Con il Congresso di Vienna del 1815 fu restituita ai Savoia. Nel 1838 Carlo Alberto di Savoia la insignì del titolo di città.
Nel 1848 Giuseppe Garibaldi entra in città durante la prima guerra d’indipendenza, vi ritornerà poi nel 1859.
Nel 1855 fu aperta la linea ferroviaria per Novara e nel corso del XIX secolo si affermarono le attività industriali e turistiche. Alla fine del secolo subì una disastrosa inondazione del lago.
Il 15 settembre 1943 i rastrellamenti di ebrei iniziati nei giorni precedenti a Baveno interessarono il paese di Arona, parte di quell'eccidio del Lago Maggiore del quale alla fine si conteranno 57 vittime. Furono 9 le persone arrestate e uccise a Arona da soldati tedeschi, I loro corpi furono gettati nel lago. La numerosa famiglia dell'industriale milanese Federico Jarach riuscì a salvarsi traversando il lago in barca dalla loro villa, perché avvisata telefonicamente appena in tempo.

### Simboli
Stemma
Lo stemma è stato riconosciuto con DCG del 10 agosto 1928.
La figura araldica del volo (due ali spiegate) fa riferimento al toponimo Alona documentato in antichi manoscritti. Lo stemma è riprodotto sul frontespizio degli Statuti di Arona del 1319 anche se il disegno è sicuramente successivo e reca ali e stella d'oro in campo rosso.
Gonfalone
Il gonfalone è stato concesso con regio decreto del 7 maggio 1934.
Bandiera
Il Comune ha adottato una bandiera costituita da un drappo partito di bianco e di verde caricato al centro dell'emblema civico privo di scudo e di ornamenti.

## Monumenti e luoghi d'interesse

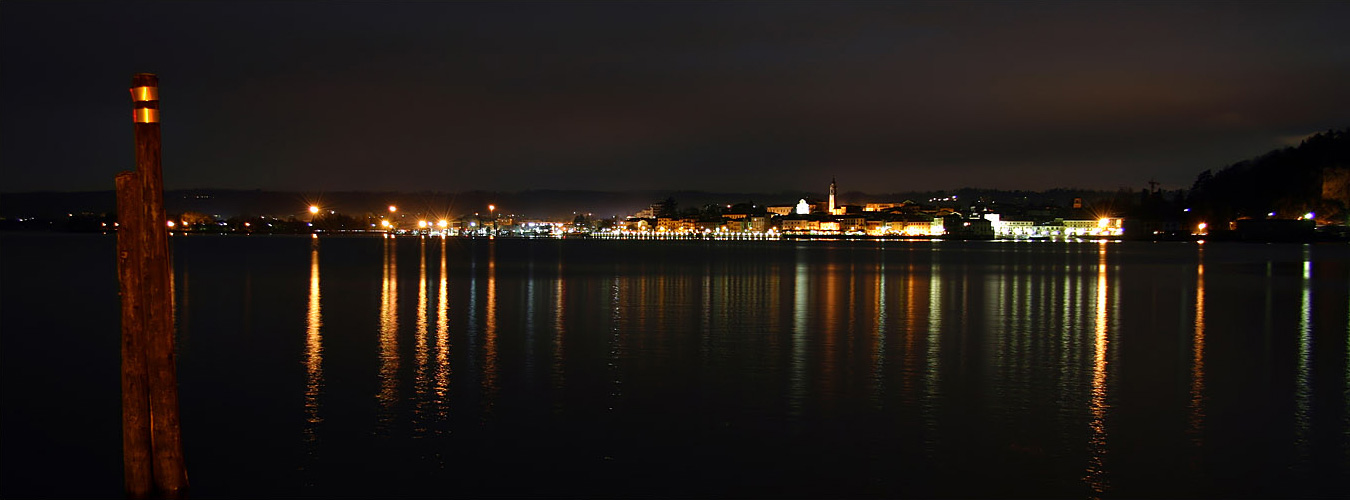
Panorama notturno della città

### Architetture religiose

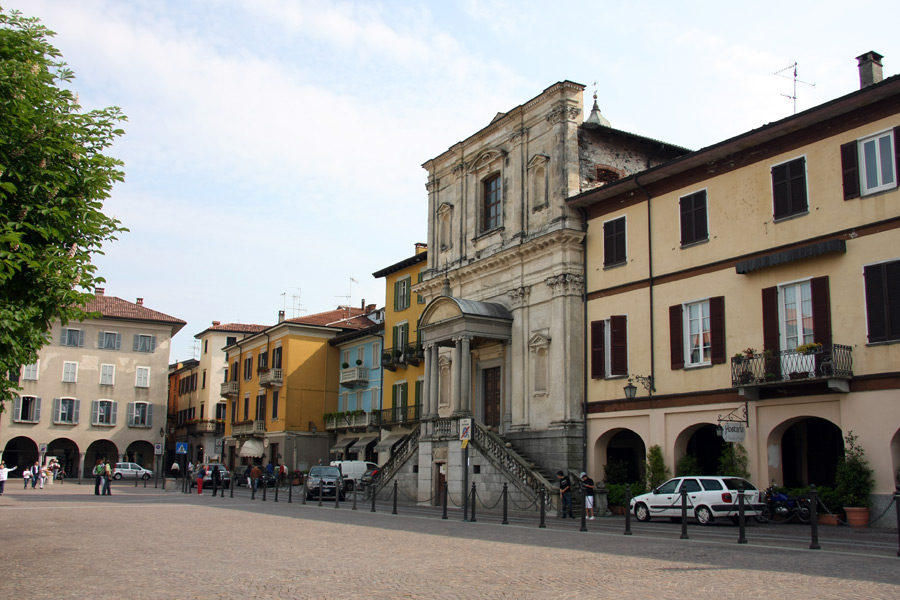
Piazza del Popolo con la chiesa di Santa Maria di Loreto

- Collegiata della Natività di Maria Vergine. La parrocchiale, il cui primo contratto per la sua costruzione risale al 1468, venne consacrata, non ancora terminata, il 12 marzo 1488. All'inizio del XVII secolo il cardinale Federico Borromeo ordinò imponenti lavori di restauro e di decorazione degli interni, al termine dei quali, il 10 marzo 1608, la chiesa venne eretta a collegiata. Dopo le consistenti riparazioni del 1856-1867 fu riconsacrata nel 1858 dal vescovo G. F. Gentile. È in stile gotico-bizantino, alterato da elementi successivi. La facciata in sasso calcare, con rosone centrale, ha elementi quattrocenteschi, e un notevole bassorilievo della Natività del Redentore, da Luca Beltrami ascritto ai fratelli Mantegazza, autori della parte inferiore della Certosa di Pavia. Nell'interno si ammirano l'altare maggiore costruito nel 1812 su disegno dell'abate Zanoia; la Sacra Famiglia di Gaudenzio Ferrari in sei campi, con la firma Gaudentius Vincius e la data '15', su legno e chiusa in una cornice intagliata dell'epoca; la Natività di Andrea Appiani; l'Annunciazione e lo Sposalizio di Francesco Mazzucchelli detto il Morazzone, donati dal cardinale Federico Borromeo. Vi si conservano inoltre quattro reliquiari che contengono il pallio, la mitra, il pastorale di San Carlo Borromeo donati dal cardinale Federico. Essi furono rinnovati nel 1920 dalla cittadinanza aronese in adempimento di un voto fatto durante l'ultima pandemia influenzale, che si ritenne cessata per intercessione del santo.
- Chiesa dei Santi martiri Graziano, Felino, Fedele e Carpoforo (detta anche di San Graziano). Già abbazia benedettina, la chiesa era annessa al monastero del Salvatore e dei Santi Graziano e Felino, fondato nella seconda metà del X secolo. Dell'edificio originario non rimangono tracce. Completamente rifatta fu restituita al culto l'anno successivo a quello della consacrazione della Collegiata, il 1489. Nella chiesa è presente una pala della Madonna in Trono e Santo di Ambrogio da Fossano, detto il Bergognone, appesa dietro l'altare maggiore. Il quadro venne commissionato dall'abate dell'epoca, monsignor Girolamo Calagrani, che nel dipinto appare inginocchiato di fronte alla Vergine.
- Chiesa di Santa Maria di Loreto (detta anche di Santa Marta) nell'antica piazza del Popolo, nella quale si trovano anche il Broletto e ciò che rimane dell'antico porto.
- Chiesa della Visitazione, annessa al monastero dell'ordine della Visitazione, fu fondata nel 1652 dall'arciprete Graziano Ponzone. Sull'altare maggiore della chiesa si trova una tela del pittore Gaudenzio Magistrini (1820-1871).
- Cappella-Ossario Beolchi
- Santuario del Sacro Monte di San Carlo
- Monastero della Visitazione
- Chiesetta di San Giuseppe, anticamente intitolata a Sant'Eusebio
- Chiesa parrocchiale di San Giusto (in frazione Montrigiasco)
- Chiesa di Santa Maria di Loreto (detta anche di Santa Marta)
- Chiesa di San Giovanni Battista (in frazione Dagnente)
- Chiesa di San Giorgio (a Mercurago)
- Chiesa della Santissima Trinità
- Chiesa del Sacro Cuore
- Chiesa dei Santi Anna e Gioacchino, in corso Cavour (eretta nel 1721, con facciata rifatta nel 1841; pala d'altare di Giuseppe De Albertis, di Arona, con Santi Anna e Gioacchino con Maria fanciulla)

### Architetture civili e militari

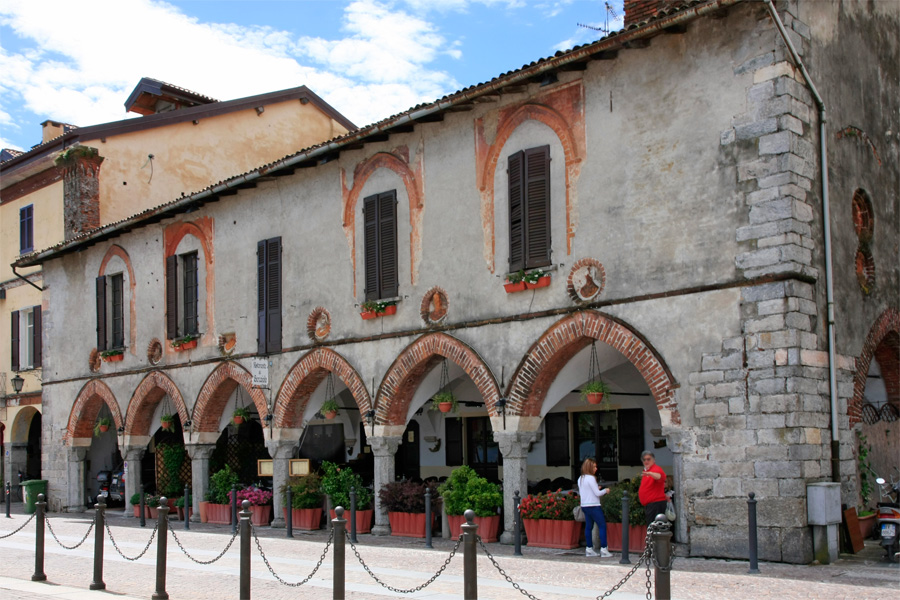
Il Broletto

- Broletto o Palazzo di giustizia, eretto alla fine del Trecento sull'antica piazza del Popolo, dove sorge anche la chiesa di Santa Maria di Loreto. Tra gli archi gotici del portico sono medaglioni in cotto con ritratti dei nobili al governo della città.
- Villa Ponti, che ospitò Napoleone Bonaparte di ritorno dalla campagna d'Egitto e nella quale attualmente vengono organizzati concerti di musica classica e mostre di artisti di rilevanza.
- Villa Leuthold, parco pubblico di impianto ottocentesco, con grandissimi esemplari di camelie.
- Rocca Borromea, le cui rovine si trovano sulla collina sovrastante la città. Fu storicamente contesa fra i Torriani e i Visconti nonché luogo natale di San Carlo.
- Asilo Bottelli, edificio del XIX secolo in stile neoclassico originariamente adibito ad asilo infantile.
- Villa Cantoni, realizzata negli anni 1880.

### Il Colosso di san Carlo Borromeo
Questa statua, soprannominata il Sancarlone, domina il lago Maggiore e si raggiunge percorrendo la provinciale 35 diretta alla frazione Ghevio di Meina, in località San Carlo. Il colosso è alto circa 35 metri (23,40 m la statua e 11,70 m il basamento) e fu realizzato tra il 1614 e il 1697 con lastre di rame. Originariamente era previsto che la statua, ultimata nel 1698, facesse parte di un Sacro Monte di cui furono realizzate però solo tre cappelle.

## Società

### Evoluzione demografica
Abitanti censiti

### Lingue e dialetti
Pur trovandosi la città in territorio piemontese, il locale dialetto verbanese è di tipo insubre (lombardo occidentale).

## Cultura

### Musei
- Il Museo mineralogico[19] fondato nel 1983 e situato in un edificio ottocentesco in Piazza San Graziano.
- Il Museo civico archeologico Khaled al-Asaad[20].

### Biblioteche
È presente la Biblioteca civica Carlo Torelli, fondata nel 1968

## Economia

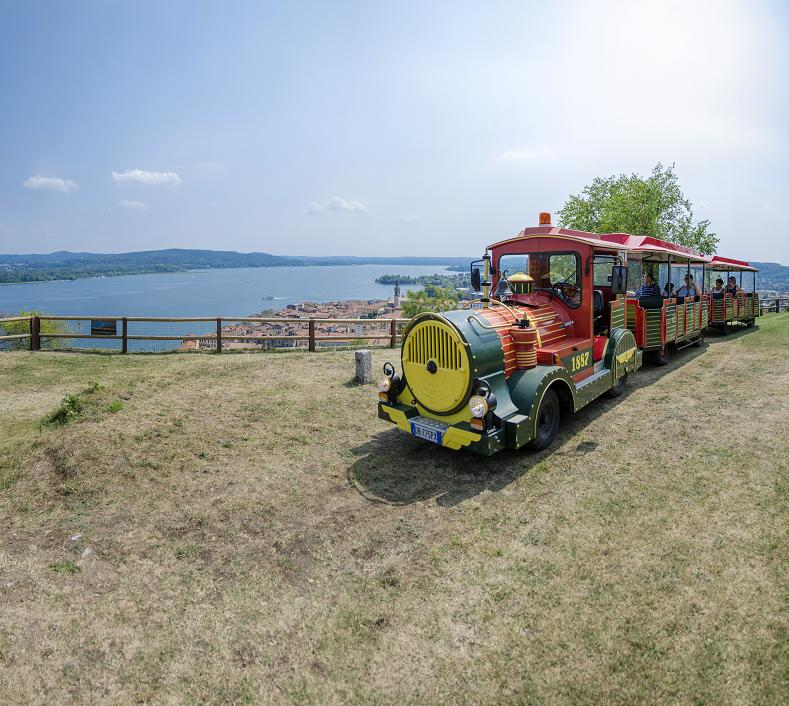
Il trenino di Arona che collega la città al suo Colosso del San Carlone e alla Rocca Borromea

La definitiva distruzione della fortezza aronese insieme ad altre sei cittadelle del Piemonte, fu ordinata da Napoleone Bonaparte nel 1800, il giorno successivo alla vittoria di Marengo. Questa significò la possibilità di espandere il tessuto urbano al di là delle mura entro le quali era limitato. Grazie a questo vennero ricavati ampi spazi su cui costruire il porto, il cantiere dei battelli, la stazione ferroviaria. La fortuna di Arona è stata sempre legata alla sua ottima posizione geografica, grazie alla quale gode e ha sempre goduto di una condizione logistica di tutto rispetto.
L'economia di Arona è basata principalmente sul turismo e sul commercio, anche se nel territorio sono presenti alcune rilevanti fabbriche chimiche, come la Thurckon S.r.l, e dolciarie, come la cioccolateria Laica.

## Infrastrutture e trasporti

### Ferrovie
La stazione, di competenza della Regione Lombardia è un importante nodo ferroviario fra le linee Domodossola-Milano e Arona–Novara, ed è attualmente servita solo da treni Regionali e RegioExpress in base al Contratto di Servizio stipulato fra Trenitalia/Trenord e le Regioni Piemonte e Lombardia. È inoltre capolinea della Ferrovia Santhià-Arona, dal 17 giugno 2012 sostituita da autoservizio.

### Navigazione
Arona è la sede direzionale per il Lago Maggiore della Gestione Navigazione Laghi.

## Amministrazione
Di seguito è presentata una tabella relativa alle amministrazioni che si sono succedute in questo comune.
| Periodo           | Periodo           | Primo cittadino      | Partito                     | Carica              | Note   |
| ----------------- | ----------------- | -------------------- | --------------------------- | ------------------- | ------ |
| 22 dicembre 1986  | 31 luglio 1990    | Pietro Cataldo       | Partito Socialista Italiano | Sindaco             | [ 22 ] |
| 31 luglio 1990    | 30 giugno 1992    | Antonio Bertinotti   | Partito Socialista Italiano | Sindaco             | [ 22 ] |
| 27 agosto 1992    | 10 settembre 1993 | Elisa Bazzica        | Democrazia Cristiana        | Sindaco             | [ 22 ] |
| 20 dicembre 1993  | 26 giugno 1994    | Giuseppe Badalamenti |                             | Comm. straordinario | [ 22 ] |
| 26 giugno 1994    | 25 maggio 1998    | Roberto Barra        | -                           | Sindaco             | [ 22 ] |
| 8 giugno 1998     | 28 maggio 2002    | Mario Velati         | Cristiani Democratici Uniti | Sindaco             | [ 22 ] |
| 28 maggio 2002    | 9 febbraio 2005   | Mario Velati         | centro-destra               | Sindaco             | [ 22 ] |
| 9 febbraio 2005   | 5 aprile 2005     | Giovanna Vilasi      |                             | Comm. straordinario | [ 22 ] |
| 5 aprile 2005     | 30 marzo 2010     | Antonio Catapano     | centro-sinistra             | Sindaco             | [ 22 ] |
| 30 marzo 2010     | 1º giugno 2015    | Alberto Gusmeroli    | Lega Nord                   | Sindaco             | [ 22 ] |
| 1º giugno 2015    | 22 settembre 2020 | Alberto Gusmeroli    | Lega Nord                   | Sindaco             | [ 22 ] |
| 22 settembre 2020 | 9 ottobre 2023    | Federico Monti       | Lega Nord                   | Sindaco             | [ 22 ] |
| 9 ottobre 2023    | 10 giugno 2024    | Alfonso Terribile    |                             | Comm. straordinario | [ 22 ] |
| 10 giugno 2024    | in carica         | Alberto Gusmeroli    | Lega per Salvini Premier    | Sindaco             | [ 22 ] |

### Gemellaggi
La città intrattiene rapporti di gemellaggio con:
- Compiègne
- Huy
- Arona

## Sport
Per due volte Arona è stata sede di arrivo di tappa del Giro d'Italia.
- 1966 14ª tappa Parma-Arona, vinta da Franco Bitossi
- 2001 20ª tappa Busto Arsizio-Arona, vinta da Gilberto Simoni

Il 24 agosto 2005 Damiano Cunego ha vinto ad Arona l'8ª edizione del Gran premio Nobili.
Ha sede nel comune la società di calcio Arona, il cui campo interno è lo stadio Valerio Del Ponte.
È presente una squadra di football americano, gli Arona 65ers , campioni italiani nel 2015 e di basket, società Arona Basket, che partecipa ai campionati giovanili e Serie C.